# Bondoufle
Bondoufle ist eine französische Gemeinde mit 10.833 Einwohnern (Stand 1. Januar 2022) im Kanton Ris-Orangis, im Arrondissement Évry, im Département Essonne und in der Region Île-de-France. Sie liegt etwa 25 Kilometer südlich von Paris und vier Kilometer westlich von Évry.
Die Seine fließt östlich in sechs Kilometer Entfernung. Die Essonne, ein Nebenfluss der Seine, verläuft südöstlich vier Kilometer entfernt.

## Bevölkerungsentwicklung
| 1962 | 1968 | 1975  | 1982  | 1990  | 1999  | 2010  | 2018  | 2021   |
| ---- | ---- | ----- | ----- | ----- | ----- | ----- | ----- | ------ |
| 261  | 285  | 2.097 | 8.120 | 7.719 | 9.129 | 9.298 | 9.765 | 10.862 |

## Gemeindepartnerschaft
Seit 1987 besteht eine Städtepartnerschaft mit der niedersächsischen Gemeinde Nörten-Hardenberg.

## Sport
In der Gemeine befindet sich das für die Spiele der Frankophonie 1994 gebaute Stade Robert-Bobin. Mit einer Kapazität von 18.850, erweiterbar auf 21.500, bietet das Stadion Platz für fast doppelt so viele Zuschauer wie die Gemeinde Einwohner hat.
Im Süden der Gemeinde unterhält der Golf Club de Bondoufle einen 18-Loch-Platz.

## Persönlichkeiten
- Arthur Fils (* 2004), Tennisspieler